# Вездесъщият
„Вездесъщият“ е български игрален филм (драма) от 2017 година на режисьора Илиян Джевелеков. Сценаристи на филма са Матей Константинов и Илиян Джевелеков. Оператор е Емил Христов, а музиката е на Петко Манчев.

## Сюжет
В центъра на историята е писателят и шеф на рекламна агенция Емил, който се впуска да следи всички около себе си със скрити камери. Постепенно това „хоби“ се превръща в мания, която му донася както забавни моменти, така и много нежелани истини .

## Актьорски състав
| В главните роли                                         | Изпълнител          |
| ------------------------------------------------------- | ------------------- |
| Емил                                                    | Велислав Павлов     |
| Ана                                                     | Теодора Духовникова |
| Мария                                                   | Весела Бабинова     |
| Ния                                                     | Анастасия Лютова    |
| Джими Канев                                             | Тони Минасян        |
| Кирил Борилов – бащата на Емил (кредитиран като Стария) | Михаил Мутафов      |
| Генерал Василоев                                        | Борис Луканов       |
| Криси                                                   | Ирмена Чичикова     |
| Васил                                                   | Валери Рангелов     |
| Майката на Емил                                         | Мария Славчева      |
| Тунчев                                                  | Георги Стайков      |
| Роза                                                    | Ина Добрева         |
| Бисер Локото                                            | Свежен Младенов     |

## Hагради
- Награда за най-добър пълнометражен филм от фестивала „Златна роза“ (Варна, 2017)[2]
- Награда за най-добра женска роля (поделена с Ирини Жамбонас за „Посоки“) на фестивала „Златна роза“ (Варна, 2017) – за Теодора Духовникова.
- Награда за най-добра мъжка роля на фестивал „Златна роза“ (Варна, 2017) – за Велислав Павлов.
- Наградата на публиката на фестивала „Златна роза“ (Варна, 2017)
- Наградата на гилдията на българските кинокритици за балкански филм на 22-рия Международен филмов фестивал София Филм Фест (София, 2017)
- Наградата на международната асоциация на професионалните филмови критици и журналисти ФИПРЕССИ на 22-рия Международен филмов фестивал София Филм Фест (София, 2017)